# جون ساندوول
جون ساندوول (26 ديسمبر 1917 – 17 فبراير 1980) هو مبارز بالسيف سويدي راحل، مثّل بلاده في الألعاب الأولمبية الصيفية 1956.

## روابط رياضية
جون ساندوول على موقع أوليمبيديا (الإنجليزية)
- جون ساندوول على موقع اللجنة الأولمبية السويدية (السويدية)